# All Those Years Ago
"All Those Years Ago" é uma canção escrita por George Harrison, lançada como single do álbum Somewhere In England. A canção foi uma homenagem ao ex-colega de banda John Lennon, que foi assassinado por Mark Chapman , em 8 de dezembro de 1980. Foi lançado em 11 de maio de 1981 nos Estados Unidos, onde passou três semanas como 2º na Billboard Hot 100 e 15 de maio de 1981, no Reino Unido. onde alcançou a posição13 na UK Singles Chart. Além disso, a canção passou uma semana em 1º na American adult contemporary chart.

## Composição
Harrison originalmente escreveu a música com letras diferentes para Ringo Starr gravar. Embora ele a tenha gravado, Starr sentiu que o vocal era demasiado elevado para o seu alcance e não gostou da letra. Depois da morte de Lennon a letra foi alterada como um tributo à perda do amigo e colega de Harrison, John Lennon. Na canção, Harrison faz referência à canção dos Beatles "All You Need Is Love" e a canção de Lennon "Imagine"

## Créditos
- George Harrison - guitarra, vocais
- Paul McCartney- vocal de apoio
- Linda McCartney - vocal de apoio
- Denny Laine - vocal de apoio
- Al Kooper - teclados
- Herbie Flowers - baixo
- Ringo Starr - bateria
- Ray Cooper - pandeiro

## Posição nas paradas musicais
| Parada (1981)                                 | Melhor posição |
| --------------------------------------------- | -------------- |
| Austrália (Kent Music Report)                 | 9              |
| Áustria                                       | 14             |
| Bélgica (Ultratop Singles Chart)              | 38             |
| Canadá RPM Top Singles                        | 1              |
| Países Baixos (MegaChart Singles)             | 43             |
| Irlanda (Irish Singles Chart)                 | 4              |
| Itália (FIMI)                                 | 20             |
| Nova Zelândia                                 | 14             |
| Noruega (VG-lista Singles)                    | 2              |
| Suíça                                         | 8              |
| Suécia (Singles Chart)                        | 11             |
| Reino Unido (UK Singles Chart)                | 13             |
| Estados Unidos (Billboard Adult Contemporary) | 1              |
| Estados Unidos (Billboard Hot 100)            | 2              |
| Estados Unidos (Cash Box Top 100)             | 3              |
| Alemanha Ocidental (Media Control Singles)    | 44             |

| Parada (1981)                      | Posição |
| ---------------------------------- | ------- |
| Austrália (Kent Music Report)      | 73      |
| Canadá (RPM Singles)               | 30      |
| Itália (FIMI)                      | 67      |
| Estados Unidos (Billboard Hot 100) | 74      |
| Estados Unidos (Cash Box)          | 38      |